# Als geen ander
Als geen ander is een album van de Nederlandse zanger Marco Borsato. Het was zijn tweede Nederlandstalige album en verstevigde zijn positie als een van Nederlands meest populaire zangers. Van het album werden vier singles uitgebracht: Je hoeft niet naar huis vannacht (augustus 1995), Kom maar bij mij (november 1995), Ik leef niet meer voor jou (februari 1996) en Vrij zijn/Margherita (mei 1996).

## Tracklist
1. Vrij zijn
2. Zonder jou
3. De wens
4. Ik leef niet meer voor jou
5. Kom maar bij mij
6. Niemand
7. Als m'n hoofd m'n hart vertrouwt
8. Iemand zoals jij
9. Je hoeft niet naar huis vannacht
10. Margherita
11. Stapel op jou
12. Als jij maar naar me lacht

## Hitnotering
Als geen ander kwam op 14 oktober 1995 binnen in de Nederlandse Album top 100 en stond in totaal 171 weken genoteerd, voor het laatst op 29 januari 2000, waarvan 5 weken op nummer 1. Het werd met vijfmaal platina bekroond voor de verkoop van 500.000 exemplaren en is het 7e meest succesvolle album aller tijden in Nederland. In de Vlaamse Ultratoplijst was het iets minder succesvol: daar stond het 15 weken genoteerd met de 9de plaats als hoogste positie.